# Baron Merrivale
Baronowie Merrivale 1. kreacji (parostwo Zjednoczonego Królestwa)
- 1925–1939: Henry Edward Duke, 1. baron Merrivale
- 1939–1951: Edward Duke, 2. baron Merrivale
- 1951–2007: Jack Henry Edmond Duke, 3. baron Merrivale
- 2007 -: Derek John Philip Duke, 4. baron Merrivale